# Chronologie de la physique microscopique
Cette page physique microscopique présente dans leur ordre historique, la découverte des concepts liés aux petites pièces qui forment la matière.
La connaissance de l'infiniment petit ne s'est faite que progressivement, au travers de l'évolution de différentes sciences et techniques, dont, la philosophie, la métallurgie, la thermodynamique, l'alchimie et la chimie, l'électricité, l'optique, la cristallographie, le magnétisme, la physique, la mécanique quantique.
La question sous-jacente étant de savoir comment les phénomènes visibles se comportent à petite échelle.
Cette histoire commence par des spéculations philosophiques et des techniques de production, pour nous conduire dans les jours présents aux expériences en accélérateur de particules, tout aussi spéculatives.

## Philosophie, Mythologie
- - 2500 avant notre ère, dans le mythe babylonien Enuma Elish, l'eau est le substrat primordial à l'origine de tout[1].
- Les Grecs pensaient qu'il existait un matériau primordial chaotique à partir duquel le Chaos était devenu le Cosmos[2].
- Entre -650 et -400 avant notre ère : pour Thalès la matière primordiale était l'eau sous ses trois formes : solide, liquide et gazeuse. Pour Anaximène c'était l'air. Pour Héraclite le feu. Empédocle fut le premier à postuler la présence de 5 éléments primordiaux : la terre, l'eau, le feu, l'air et la quinte essence, substance très légère qui baignait l'univers tout entier[2].
- vers -500 avant notre ère, Leucippe émet l'idée que la matière est composée d'unités fondamentales indivisibles, les atomes du grec atomos qui veut dire insécable et l'idée d'un espace vide au sein duquel les atomes peuvent évoluer[3].
- -440 À la suite de Leucippe, son disciple Démocrite développe l'idée d'un univers de taille infinie et constitué d'espace vide habité par des particules solides et indivisibles, de formes et tailles différentes, toutes en mouvement. Il fonde la théorie atomiste qui sera ensuite intégrée à l'épicurisme[4]
- vers -400 avant notre ère, Platon et surtout son disciple Aristote reprennent l'idée d'Empédocle : L'espace n'est pas vide, il est baigné d'une substance informe l'éther qui s'ajoute aux quatre autres éléments[5]. L'idée aristotélicienne de l'horror vacui (« la nature a horreur du vide ») va occuper tout le Moyen Âge[6]
- vers -70 avant notre ère, Lucrèce, vulgarisateur de l'atomisme, décrit la nécessité du vide dans son poème De la nature des choses[4] et la pluralité des mondes[7].
- À la même époque, l'Inde connaissait une philosophie (système Vaiseshika) dans laquelle rien ne se perd.

- vers 1220, dans l'Edda poétique, l'univers n'est pas né du néant mais de deux constituants : l'un est constitué de froid et de glace, et l'autre de feu et de flammes. L'eau est à la rencontre de ces deux éléments primordiaux[1].

## Les débuts de la chimie
- À la fin du XIIIe siècle, le vide est devenu un sujet scientifique à part entière[8].
- 1662 : Robert Boyle découvre la loi dite « de Boyle-Mariotte » donnant pour constant le produit pression volume d'un gaz. Il en déduit que la matière est composée de particules primaires et rejette donc les conceptions aristotélicienne et alchimique qui basaient la matière sur quatre éléments : la terre, l'air, l'eau et le feu.
- Vers 1700, Isaac Newton, fervent partisan de la théorie corpusculaire de la lumière découvre un système d'interférences appelé Anneaux de Newton. C'est à Christian Huygens que revient l'honneur de formuler la première théorie ondulatoire de la lumière[9] qui restera en retrait durant 100 ans.
- 1766 : Henry Cavendish découvre et étudie l'hydrogène.
- 1778 : Carl Scheele et Antoine Lavoisier découvrent que l'air est composé essentiellement d'azote et d'oxygène.
- 1781 : Joseph Priestley crée de l'eau par combustion d'hydrogène et d'oxygène.
- 1789 : Antoine Lavoisier établit que la masse de la matière se conserve pour chaque élément chimique et pour l'ensemble des éléments chimiques participant à une réaction.
- 1800 : William Nicholson et Anthony Carlisle utilisent l'électrolyse pour séparer l'eau en hydrogène et oxygène
- 1805 : Thomas Young réalise l'expérience des fentes de Young.
- 1808 : John Dalton introduit la théorie des atomes en chimie et établit que la matière est composée d'atomes de différentes masses : le poids atomique[10].
- 1811 : Amedeo Avogadro établit que des volumes égaux de gaz doivent contenir un nombre égal de molécules.
- 1820 : Hans Christian Ørsted démontre la connexion intime entre l'électricité et le magnétisme en observant la déviation de l'aiguille d'une boussole en présence d'un courant électrique. Mickaël Faraday montrera l'inverse en 1831 : un aimant qui bouge crée un courant électrique[11].
- 1821 : Augustin Fresnel, armé du principe d'économie, parvient à décrire[12] la théorie ondulatoire de la lumière et le principe d'interférence[13].
- 1832 : Michael Faraday établit la théorie fondamentale de l'électrolyse.
- 1864 : James Clerk Maxwell réussit à faire la synthèse des diverses connaissances de l'époque en électricité et magnétisme : les 4 équations de Maxwell[14].
- 1871 : Dmitri Mendeleïev examine son tableau périodique, établi en 1869, et prédit l'existence du gallium, du scandium, et du germanium.
- 1873 : Maxwell parvient à faire la synthèse de l'électricité, du magnétisme et de l'optique[15].
- 1873 : Johannes van der Waals introduit l'idée qu'il existe des forces faibles attractives entre les molécules.
- 1885 : Johan Balmer trouve l'expression mathématique qui donne la longueur d'onde des différentes raies du spectre de l'hydrogène.
- 1887 : Heinrich Hertz découvre l'effet photoélectrique.
- 1887 : Albert Michelson et Edward Morley, grâce à une expérience d'interférométrie sur le vent d'éther, montre que la vitesse de la lumière est constante quelle que soit sa direction de propagation et quel que soit le mouvement du référentiel de l'observateur[16].
- 1894 : Lord Rayleigh et William Ramsay découvrent l'argon par analyse spectroscopique du gaz restant après le retrait de l'azote et de l'oxygène de l'air.
- 1895 : William Ramsay découvre l'hélium terrestre par analyse spectroscopique du gaz produit par la désintégration de l'uranium.
- 1896 : Henri Becquerel découvre la radioactivité de l'uranium.
- 1896 : Pieter Zeeman étudie la décomposition des raies D du sodium quand il est chauffé dans un champ magnétique intense.
- 1897 : Joseph John Thomson découvre l'électron, signifiant ambre en grec.
- 1898 : William Ramsay et Morris Travers découvrent le néon, le krypton, et le xénon.
- 1898 : Marie et Pierre Curie isolent et étudient le radium et le polonium.
- 1899 : Ernest Rutherford découvre que les rayonnements émis par l'uranium sont composés de particules alpha chargées positivement et de particules bêta chargées négativement.

## L'ère de la mécanique quantique
- 1900 : Paul Villard découvre les rayons gamma en étudiant la désintégration de l'uranium.
- 1900 : Johannes Rydberg affine l'expression mathématique concernant les longueurs d'onde des raies de l'hydrogène.
- 1900 : Max Planck établit l'hypothèse quantique et la loi de radiation du corps noir.
- 1902 : Philipp Lenard observe que l'effet photoélectrique ne dépend pas de la puissance du faisceau lumineux mais de sa fréquence.
- 1902 : Theodor Svedberg propose que les fluctuations du bombardement moléculaire crée le mouvement brownien.
- 1905 : Albert Einstein explique l'effet photoélectrique par la quantification de l'énergie.
- 1905 : Albert Einstein introduit la théorie de la relativité restreinte.
- 1905 : Albert Einstein propose une description théorique (vérifiée) du mouvement brownien.
- 1906 : Charles Glover Barkla découvre que chaque élément peut être caractérisé par rapport à son comportement aux rayons X et que la pénétration des rayons X dans un échantillon d'élément est reliée à la masse atomique de cet élément.
- 1909 : Hans Geiger et Ernest Marsden découvrent que des particules alpha peuvent être fortement déviées par des feuilles métalliques minces.
- 1909 : Ernest Rutherford et Thomas Royds démontrent que les particules alpha sont des atomes d'hélium ionisés deux fois.
- 1911 : Ernest Rutherford explique l'expérience de Geiger-Marsden en utilisant un modèle atomique nucléaire et définit la notion de section efficace.
- 1911 : Jean Perrin prouve l'existence des atomes et des molécules.
- 1912 : Max von Laue propose l'utilisation de réseaux cristallins pour diffracter les rayons X.
- 1912 : Walter Friedrich (de) et Paul Knipping (de) diffractent les rayons X par du sulfure de zinc.
- 1913 : William Henry Bragg et William Lawrence Bragg trouvent la condition de Bragg pour la réflexion des rayons X forts.
- 1913 : Henry Moseley montre que le numéro atomique est le vrai critère de discrimination des éléments.
- 1913 : Niels Bohr présente le modèle quantique de l'atome.
- 1913 : Robert Millikan mesure la charge électrique fondamentale.
- 1913 : Johannes Stark démontre que des champs électriques intenses dédoublent les raies spectrales de l'hydrogène.
- 1914 : James Franck et Gustav Hertz observent l'excitation atomique.
- 1914 : Ernest Rutherford montre que les noyaux atomiques chargés positivement contiennent des protons.
- 1915 : Arnold Sommerfeld affine le modèle atomique de Bohr en introduisant des orbites elliptiques pour expliquer la structure fine des raies de l'atome d'hydrogène.
- 1916 : Gilbert Lewis et Irving Langmuir présentent le modèle en couches électroniques pour expliquer les liaisons chimiques.
- 1917 : Albert Einstein présente l'idée d'émission stimulée de radiation.

- 1921 : Alfred Landé définit le rapport gyromagnétique.
- 1922 : Arthur Compton étudie la dispersion de photons X par des électrons.
- 1922 : Otto Stern et Walther Gerlach observent la quantification du spin.
- 1923 : Louis de Broglie suggère la dualité onde-particule.
- 1923 : Lise Meitner découvre l'effet Auger.
- 1924 : John Lennard-Jones propose une description semi-empirique des forces d'interaction inter-atomiques.
- 1924 : Satyendranath Bose et Albert Einstein définissent la statistique de Bose-Einstein.
- 1925 : Wolfgang Pauli établit le principe d'exclusion quantique.
- 1925 : George Uhlenbeck et Samuel Goudsmit postulent l'existence du spin de l'électron.
- 1925 : Pierre Auger découvre l'effet Auger (2 ans après Lise Meitner).
- 1925 : Werner Heisenberg, Max Born et Pascual Jordan formulent la mécanique quantique sous forme de matrices.
- 1926 : Erwin Schrödinger établit l'équation de Schrödinger qui définit la mécanique quantique sous forme analytique.
- 1926 : Erwin Schrödinger prouve que les deux formulations de la mécanique quantique sont mathématiquement équivalentes.
- 1926 : Oskar Klein et Walter Gordon établissent l'équation de la mécanique quantique relativiste.
- 1926 : Enrico Fermi découvre le théorème spin-statistique.
- 1926 : Paul Dirac définit la statistique de Fermi-Dirac.
- 1927 : Clinton Joseph Davisson, Lester Germer, et George Paget Thomson confirment la nature ondulatoire des électrons.
- 1927 : Werner Heisenberg établit le principe d'incertitude.
- 1927 : Max Born interprète de manière probabiliste les fonctions ondulatoires.
- 1927 : Walter Heitler et Fritz London présentent la théorie quantique de la liaison chimique établie à partir de la molécule d'hydrogène.
- 1927 : Llewellyn Thomas et Enrico Fermi développent le modèle de Thomas-Fermi.
- 1927 : Max Born et Robert Oppenheimer présentent l'approximation de Born-Oppenheimer.
- 1928 : Chandrashekhara Venkata Râman étudie la dispersion de photons optiques par des électrons.
- 1928 : Paul Dirac établit son équation d'onde relativiste pour l'électron qui généralise et améliore l'équation de Klein-Gordon.
- 1928 : Charles Galton Darwin et Walter Gordon résolvent l'équation de Dirac pour un potentiel coulombien.
- 1928 : Friedrich Hund et Robert S. Mulliken présentent le concept d'orbitale moléculaire.
- 1929 : Oskar Klein découvre le paradoxe de Klein.
- 1929 : Oskar Klein et Yoshio Nishina étendent la section efficace de Klein-Nishina aux photons de haute énergie émis par des électrons.
- 1929 : Nevill Mott étend la section efficace de Mott à une émission coulombienne d'électrons relativistes.
- 1930 : Paul Dirac présente la théorie électron-trou.
- 1930 : Erwin Schrödinger prédit l'existence du mouvement de zitterbewegung.
- 1930 : Fritz London explique que les forces de van der Waals sont dues à l'interaction des moments dipôlaire des molécules.
- 1931 : John Lennard-Jones propose le potentiel inter-atomique de Lennard-Jones.
- 1931 : Irène Joliot-Curie et Frédéric Joliot observent l'éjection de protons par le rayonnement, ils en ratent l'interprétation.
- 1931 : Wolfgang Pauli met en avant l'hypothèse du neutrino pour expliquer l'apparente violation du principe de conservation de l'énergie au cours de la désintégration béta.
- 1931 : Linus Pauling découvre la résonance des liaisons atomiques et l'utilise pour expliquer la grande stabilité des molécules symétriques planes.
- 1931 : Paul Dirac montre que la conservation de la charge peut être expliquée par l'existence de monopôles magnétiques.
- 1931 : Harold Urey découvre le deutérium.
- 1932 : John Cockcroft et Ernest Walton cassent le noyau du lithium et du bore par bombardement de protons.
- 1932 : James Chadwick découvre le neutron.
- 1932 : Werner Heisenberg présente le modèle proton-neutron du noyau et l'utilise pour expliquer les isotopes.
- 1932 : Carl D. Anderson découvre le positron.
- 1933 : Ernst Stueckelberg (1932), Lev Davidovich Landau (1932), et Clarence Zener découvrent la transition de Landau-Zener.
- 1933 : Max Delbrück suggère que des effets quantiques causent l'émission de photons sous un champ électrique externe.
- 1934 : Irène Joliot-Curie et Frédéric Joliot bombardent des atomes d'aluminium avec des particules alpha et créent artificiellement du phosphore-30 radioactif.
- 1934 : Leó Szilárd réalise qu'une réaction nucléaire en chaîne est possible.
- 1934 : Enrico Fermi formule la théorie de la désintégration bêta.
- 1934 : Lev Davidovich Landau explique à Edward Teller que des molécules non-linéiques peuvent avoir des modes de vibration qui lèvent la dégénérescence de certains états orbitaux (effet Jahn-Teller)
- 1934 : Enrico Fermi suggère de bombarder des atomes d'uranium par des neutrons pour obtenir un élément à 93 protons.
- 1934 : Pavel Alekseyevich Cherenkov rapporte l'émission de lumière quand des particules relativistes traversent un milieu amorphe.
- 1935 : Hideki Yukawa présente la théorie le l'interaction forte et prédit l'existence des mésons.
- 1935 : Albert Einstein, Boris Podolsky, et Nathan Rosen révèlent le paradoxe EPR.
- 1935 : Henry Eyring développe la théorie de la transition d'état.
- 1935 : Niels Bohr présente son analyse du paradoxe EPR.
- 1936 : Eugene Wigner développe la théorie de l'absorption des neutrons par le noyau atomique.
- 1936 : Hermann Arthur Jahn et Edward Teller présentent l'étude systématique des types de symétrie pour y trouver l'effet Jahn-Teller.
- 1937 : Hans Hellmann redémontre le théorème de Hellmann-Feynman.
- 1937 : Seth Neddermeyer, Carl Anderson, J. Curry Street (en), et E.C. Stevenson découvrent les muons dans les traces laissées par des rayons cosmiques dans une chambre à bulles.
- 1939 : Richard Feynman trouve le théorème de Hellmann-Feynman.
- 1939 : Otto Hahn et Fritz Strassmann bombardent des sels d'uranium par des neutrons et découvrent que du baryum est produit par l'expérience.
- 1939 : Lise Meitner et Otto Robert Frisch déterminent qu'une fission nucléaire est intervenue lors de l'expérience de Hahn-Strassman.
- 1942 : Enrico Fermi conduit la première réaction en chaîne contrôlée.
- 1942 : Ernst Stueckelberg introduit le concept de propagateur dans la théorie du positron et interprète les positrons comme des électrons d'énergie négative qui remontent le temps.
- 1943 : Sin-Itiro Tomonaga publie l'article qui pose les bases physiques de l'électrodynamique quantique.
- 1947 : Willis Lamb et Robert Retherford mesurent le déplacement de Lamb-Retheford.
- 1947 : Cecil Powell, César Lattes et Giuseppe Occhialini découvrent le méson pi par l'étude des rayons cosmiques.
- 1947 : Richard Feynman présente son approche diagrammatique de l'électrodynamique quantique.
- 1948 : Hendrik Casimir prédit l'effet Casimir, une force d'attraction due au vide entre les électrodes d'un condensateur.
- 1951 : Martin Deutsch découvre le positronium.
- 1952 : David Bohm propose son interprétation de la mécanique quantique.
- 1953 : R. Wilson observe une émission de Delbruck constituée de rayons gamma de 1.33 MeV en soumettant des noyaux de plomb à un champ électrique.
- 1954 : Chen Ning Yang et Robert Mills étudient une théorie de l'isospin des hadrons qui requiert l'invariance de jauge sous les rotations d'isospin. C'est le premier exemple de théorie de jauge non-abélienne.
- 1955 : Owen Chamberlain, Emilio Segrè, Clyde Wiegand, et Thomas Ypsilantis découvrent l'antiproton.
- 1956 : Frederick Reines et Clyde Cowan détectent l'antineutrino.
- 1956 : Chen Ning Yang et Tsung-Dao Lee prédisent la violation de la parité par la force nucléaire faible.
- 1956 : Chien-Shiung Wu observe une violation de parité par la force faible dans la désintégration du cobalt.
- 1957 : Gerhart Lüders démontre le théorème CPT.
- 1957 : Richard Feynman, Murray Gell-Mann, Robert Marshak et George Sudarshan proposent un lagrangien effectif pour décrire les interactions faibles.
- 1958 : Marcus Sparnaay (de) confirme expérimentalement l'effet Casimir.
- 1959 : Yakir Aharonov et David Bohm prédisent l'effet Aharonov-Bohm.
- 1960 : Robert G. Chambers confirme expérimentalement l'effet Aharonov-Bohm.
- 1961 : Murray Gell-Mann et Yuval Ne'eman proposent la voie octuple qui organise les baryons et mésons par octets et introduit une symétrie de saveur SU(3).
- 1961 : Jeffrey Goldstone étudie le phénomène de brisure de symétrie globale.
- 1962 : Leon Lederman montre que le neutrino électronique diffère du neutrino muonique.

## La formation et le succès du modèle standard
- 1963 : Murray Gell-Mann et George Zweig proposent le modèle des quarks.
- 1964 : Peter Higgs s'intéresse aux brisures de symétrie locale.
- 1964 : John Stewart Bell montre que les théories déterministes à variables cachées locales doivent satisfaire aux inégalités de Bell.
- 1964 : Val Fitch et James Cronin observent la violation de la symétrie charge-parité par la force faible lors de la désintégration de mésons K.
- 1967 : Steven Weinberg propose la théorie électrofaible pour les leptons.
- 1967 : Andreï Sakharov donne les conditions, dites conditions de Sakharov, pour expliquer la baryogénèse avec violation de la symétrie C et de la symétrie CP.
- 1969 : John Clauser, Michael Horne (en), Abner Shimony (en), et Richard A. Holt proposent un test de la corrélation de polarisation de l'inégalité de Bell.
- 1970 : Sheldon Glashow, Jean Iliopoulos, et Luciano Maiani proposent le quark « charm ».
- 1971 : Gerard 't Hooft montre que le modèle électrofaible de Glashow-Salam-Weinberg peut être renormalisé.
- 1972 : Stuart Freedman et John Clauser effectuent le premier test de la corrélation de polarisation de l'inégalité de Bell.
- 1973 : David Politzer décrit le phénomène de liberté asymptotique pour les quarks.
- 1974 : Burton Richter et Samuel Ting découvrent le méson psi, preuve de l'existence du quark «charme».
- 1974 : Robert J. Buenker et Sigrid D. Peyerimhoff (en) introduisent la méthode d'interaction des configurations multi-références.
- 1975 : Martin Perl découvre le lepton tau.
- 1977 : S.W. Herb trouve la résonance upsilon, preuve de l'existence du quark « bottom ».
- 1982 : Alain Aspect, Jean Dalibard et Gérard Roger effectuent une corrélation de polarisation de l'inégalité de Bell qui montre, quand deux particules sont distantes, une corrélation rémanente de leurs fonctions d'onde.
- 1983 : Carlo Rubbia, Simon van der Meer, et l'équipe UA-1 du CERN trouvent les bosons W et Z.
- 1989 : La largeur de la résonance du boson Z intermédiaire indique l'existence de trois générations de quark-lepton.
- 1994 : Le CERN LEAR Crystal Barrel Experiment confirme l'existence des gluons.
- 1995 : Après 18 années de recherche est découvert au Fermilab le quark «top», il possède une masse très élevée.
- 1998 : Le Super-Kamiokande (Japon) annonce la détection d'une oscillation des neutrinos, impliquant pour eux l'existence d'une masse non nulle.
- 2001 : L'Observatoire de neutrinos de Sudbury (Canada) confirme l'existence de l'oscillation des neutrinos.
- 2005 : À l'accélérateur de particules RHIC du Laboratoire national de Brookhaven est créé un liquide quark-gluon de très faible viscosité, peut-être du plasma quark-gluon.
- 2012 : le CERN annonce avoir identifié au Large Hadron Collider, et avec un degré de confiance de 99,99997 % (5 σ), un nouveau boson dans un domaine de masse de l’ordre de 125-126 GeV, qui paraît compatible avec celui du boson de Higgs.